# (8304) Ryomichico
(8304) Ryomichico est un astéroïde de la ceinture principale.

## Description
(8304) Ryomichico est un astéroïde de la ceinture principale. Il fut découvert le 22 février 1995 à Ōizumi par Takao Kobayashi. Il présente une orbite caractérisée par un demi-grand axe de 2,46 UA, une excentricité de 0,14 et une inclinaison de 2,0° par rapport à l'écliptique.

## Compléments